# Charchigné
Charchigné é uma comuna francesa na região administrativa da Pays de la Loire, no departamento de Mayenne. Estende-se por uma área de 14,91 km². Em 2010 a comuna tinha 472 habitantes (densidade: 31,7 hab./km²).